# Shao Jiayi
Shao Jiayi (en chino: 邵佳一; pinyin: Shào Jiāyī; Pekín, 10 de abril de 1980) es un exfutbolista chino que se desempeñaba como centrocampista. Fue  jugador de la selección de fútbol de China y llegó a disputar 40 partidos.

## Selección nacional

### Participaciones en Copas del Mundo
| Mundial                        | Sede                  | Resultado    | Partidos | Goles |
| ------------------------------ | --------------------- | ------------ | -------- | ----- |
| Copa Mundial de Fútbol de 2002 | Corea del Sur y Japón | Primera fase | 2        | 0     |

### Participaciones en Copas de Asia
| Copa               | Sede                                    | Resultado    | Partidos | Goles |
| ------------------ | --------------------------------------- | ------------ | -------- | ----- |
| Copa Asiática 2000 | Líbano                                  | Cuarto lugar | 2        | 0     |
| Copa Asiática 2004 | China                                   | Subcampeón   | 6        | 3     |
| Copa Asiática 2007 | Indonesia, Malasia, Tailandia y Vietnam | Primera fase | 3        | 2     |

## Clubes
| Club            | País     | Año         | Partidos | Goles |
| Beijing Guoan   | China    | 1999 - 2002 | 70       | 12    |
| TSV 1860 Múnich | Alemania | 2002 - 2006 | 61       | 9     |
| Energie Cottbus | Alemania | 2006 - 2009 | 107      | 18    |
| MSV Duisburgo   | Alemania | 2011        | 11       | 1     |
| Beijing Guoan   | China    | 2012 - 2015 | 58       | 11    |